# 常盤川 (渡島)

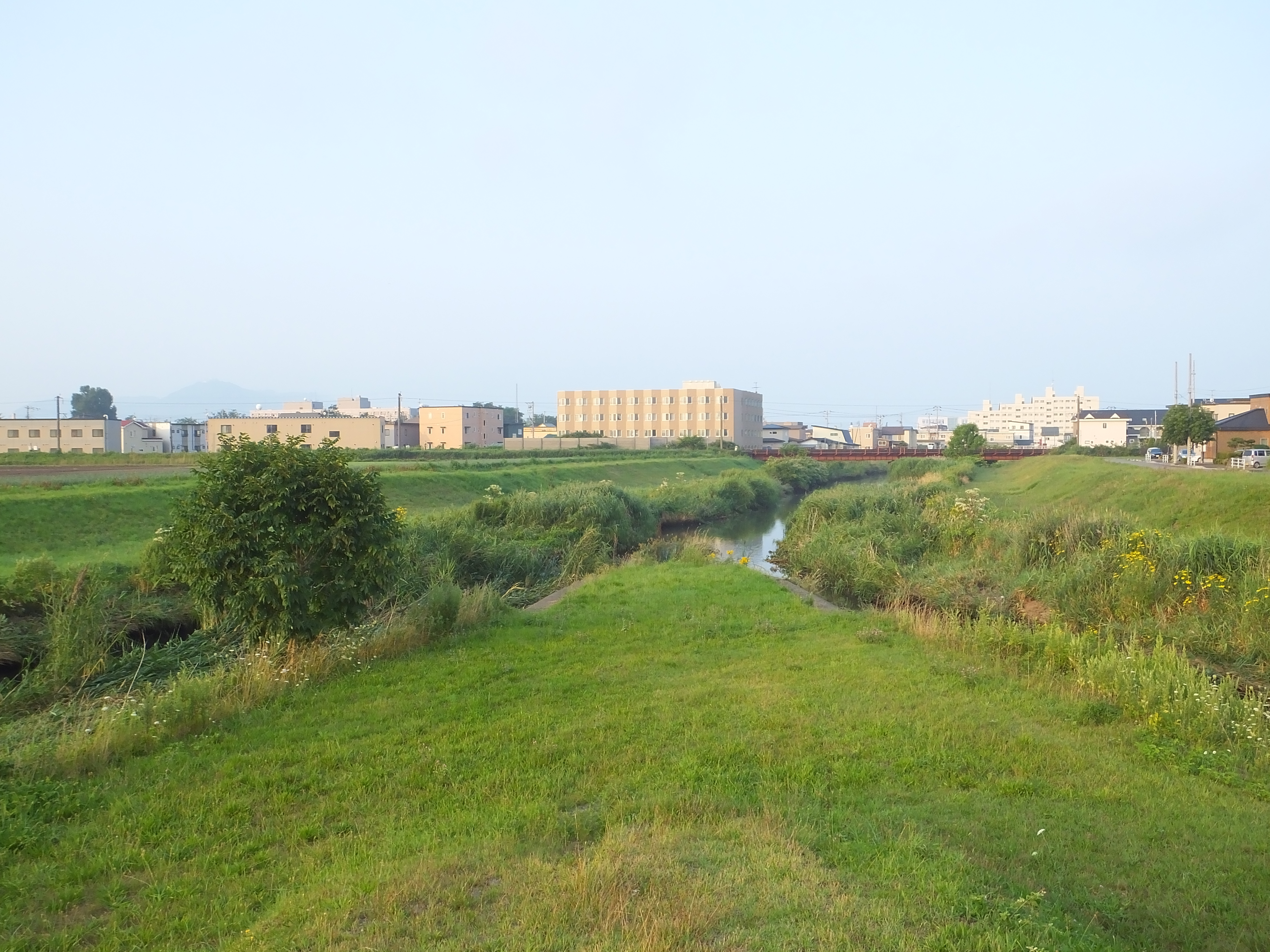
常盤川（右）と石川（左）の合流地点

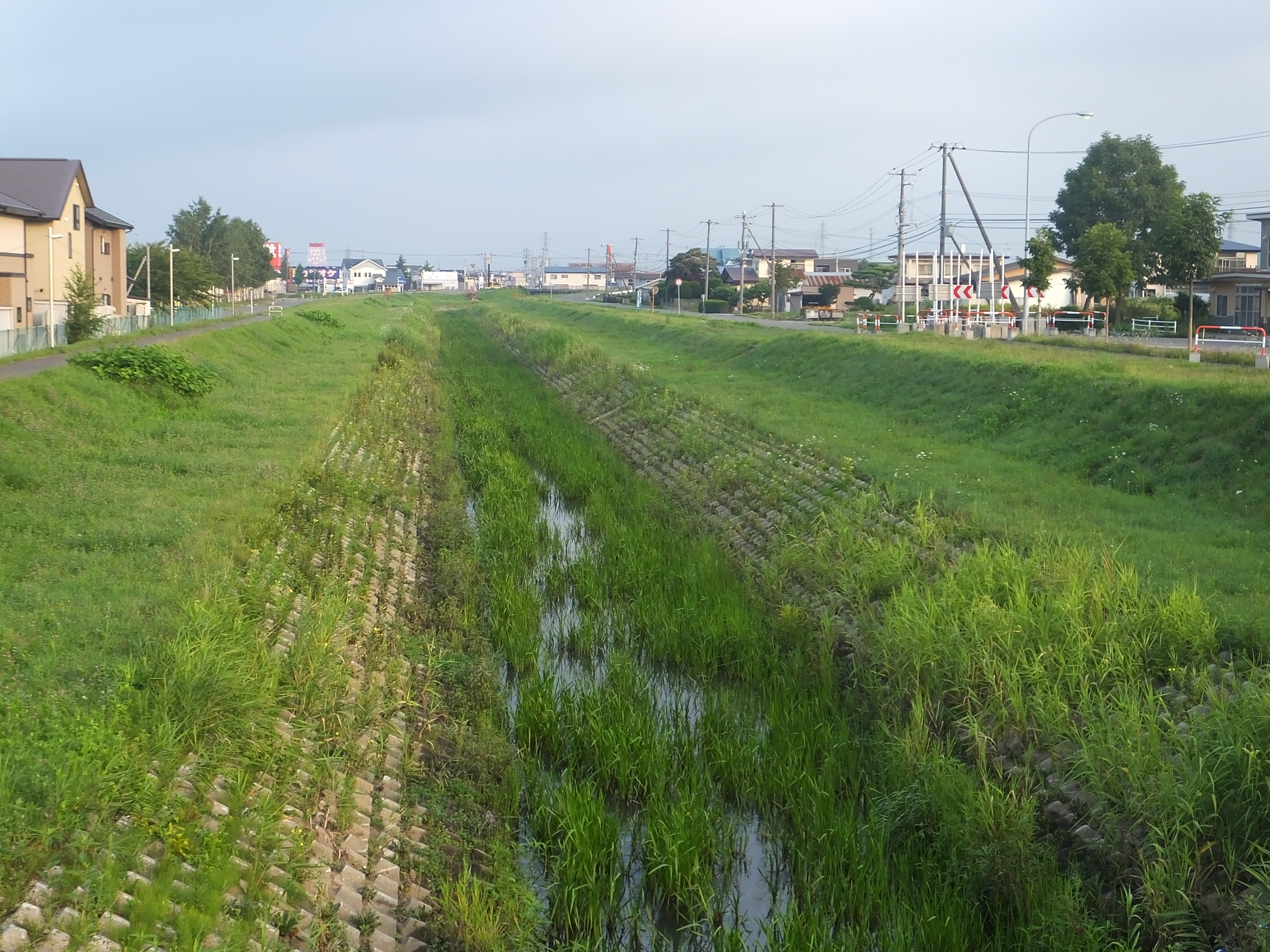
桔梗新橋より上流方

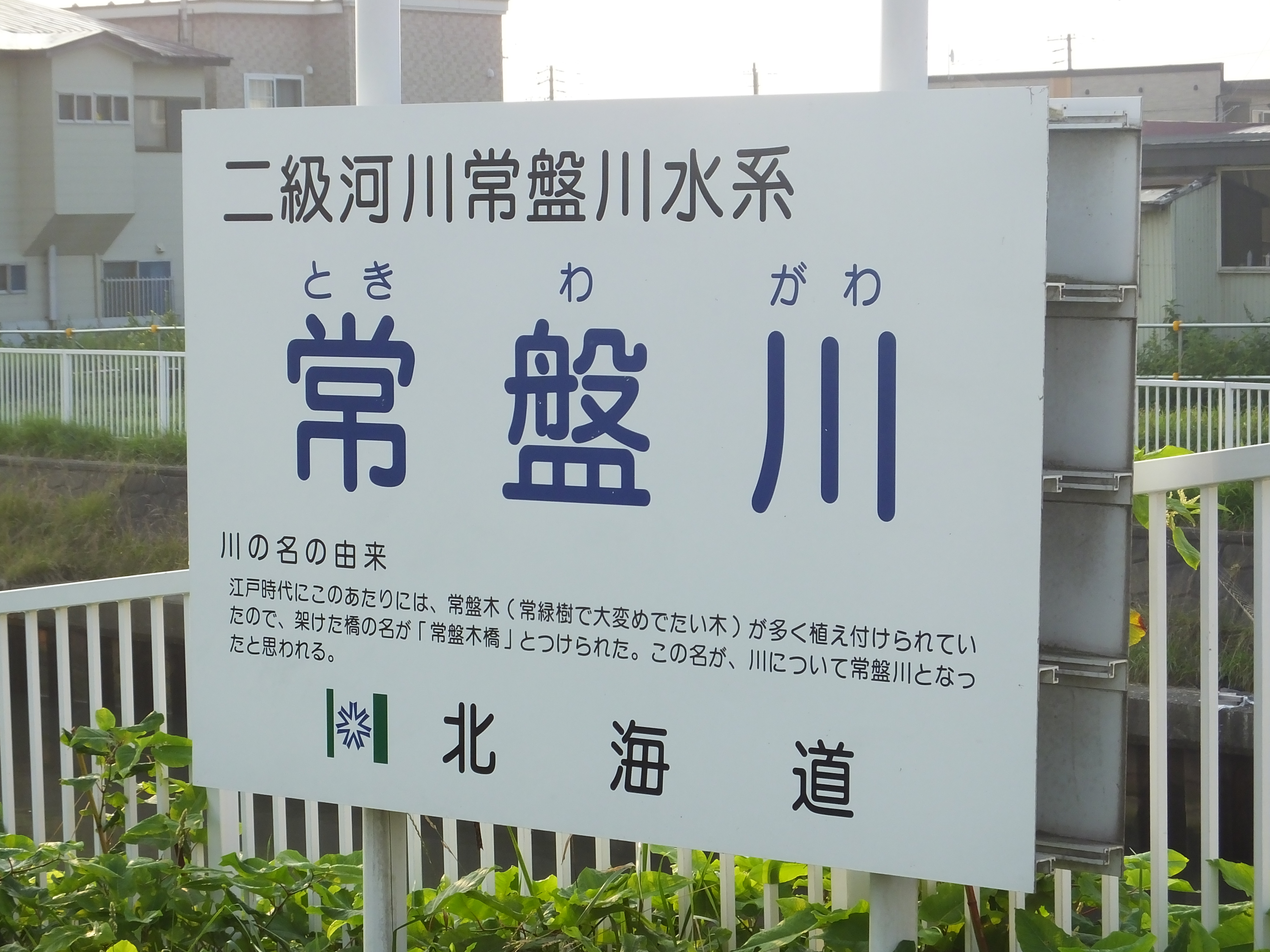
幸橋にある河川名標

常盤川（ときわがわ）は、北海道函館市西部を流れる二級河川。常盤川水系の本流であり、一部北斗市との境界を流れる。

## 地理・環境
函館市桔梗町付近の丘陵面に源を発し南西流する。函館ICを越えすぐに桔梗の市街地へと入り、急斜面を下りてゆく。桔梗2丁目付近で西へ折れ、国道5号（大沼国道）とJR函館本線を続けて越える。市街地を抜け、西桔梗町付近で南へ曲がると両岸に河川脇通路が現れ、函館流通センターの脇を通る。北海道道100号函館上磯線（産業道路）を越え南東へ曲がると北斗市との境界となり、七重浜市街地の北側を流れる。昭和町付近で北東から石川を合わせ、河川幅が広がった常盤川は道南いさりび鉄道線を越える。湾岸の市街地を抜け、再び北斗市との境界を流れ函館湾に注ぐ。流路延長6.8kmのうち、函館IC南脇の市道桔梗114号線に架かる下常盤川橋より下流6.2kmが二級河川に指定されている。全体の支川数は極めて少ないが、水系内では石川とその支流の中野川を含め3本が二級河川である。
大部分は市街地を形成する平野を流れるが、源流部の丘陵地と平野部の境界は段丘地形になっている部分がある。上流部ではハンノキの樹木の他ミズバショウやザゼンソウが見られる。中流部ではニセアカシア、ヤナギ類が並び、川面にはヨシが育成する。下流部は河川整備のため植物の自生は無く、カルガモやワカサギ等が生息するのみとなっている。

### 名称の由来
一説によれば、流域では江戸時代に「常盤木」（言葉自体は単に常緑樹を指す）が多く植えられていたため、「常盤木橋」と名付けられた橋がこの川に架かっていた。それがいつしか河川の名に付けられるようになったのが由来とされている。

## 治水
常盤川はかつて浸水被害をたびたび起こしていたこともあり、1970年（昭和45年）から1984年（昭和59年）にかけて下流4km区間の河川改修が行われた。この時の河道掘削により、桔梗新橋付近から七重浜市街地を貫流していた当時の流路が変更され、東へ曲げて石川と合流させるようになった。しかしその後1995年（平成7年）・1997年（平成9年）にも浸水被害が発生し、更なる河川改修が必要とされた。当時二級河川指定区間の上流端はJR函館本線橋梁だったが、函館市が都市基盤河川改修事業として更に上流部の整備を図るため、2001年（平成13年）4月10日告示改正で指定区間が現在の下常盤川橋まで1,550m延長された。その上で当年度より上流部の河川改修が開始され、翌2002年（平成14年）4月には支流の石川・中野川を含んだ整備計画の策定を図り「常盤川水系河川整備計画検討会」が発足した。2007年（平成19年）4月に事業主体が変更され、以降常盤川に関しては北海道により河川改修が進められている。

## 主な橋
- 臨港橋
- 常盤橋 - 国道227号（大野国道）
- 石川橋
- 港一号橋
- 港二号橋
- 港三号橋
- 幸橋 - 大野新道
- 道南いさりび鉄道線橋梁
- 西桔梗第一号橋
- 桔梗新橋
- 西桔梗二号橋
- 常盤川橋 - 北海道道100号函館上磯線（産業道路）
- 西桔梗三号橋
- 西桔梗四号橋
- 西桔梗五号橋
- JR函館本線橋梁
- 国道5号（大沼国道）
- 桔梗北通橋
- 下常盤川橋
- 函館Cランプ橋 - 国道228号（函館江差自動車道）
- 上常盤川橋
- 下常盤橋 - 国道5号（函館新道）
- 常盤橋 - 国道5号（函館新道）
- 函館Aランプ1号橋 - 国道5号（函館新道）
- 上常盤橋 - 国道5号（函館新道）
- 桔梗三号橋

## 参考資料
- 常盤川水系河川整備基本方針（北海道）
- 常盤川都市基盤河川改修事業（函館市）